# Maïherpéra
Maïherpéra est, selon certains égyptologistes, dont Christiane Desroches Noblecourt, probablement le fils de la reine pharaon Hatchepsout et de son amant Sénènmout,, grand chambellan, grand prêtre, juge suprême et grand intendant.
Mort jeune, Maïherpéra a été enterré dans le caveau de la reine. Sa momie, parée de bijoux et entourée des offrandes habituelles pour un jeune noble, est de teint brun foncé, de type rappelant celui des Thoutmôsis, mais également le type nubien de Sénènmout.

## Sépulture
Le 22 mai 1901, l'égyptologue français Victor Loret, lors de ses recherches dans la vallée des Rois, découvre la tombe d'un jeune homme apparemment de lignée royale, qui avait déjà été pillée. La momie avait été déposée dans un double sarcophage et le tout était contenu dans un grand coffre en bois de cèdre ; au centre de la chambre funéraire, un troisième sarcophage anthropomorphe vide a été découvert. Le sarcophage contenant la momie était, au contraire, richement décoré de jaspe blanc et vert, tandis qu'un masque en feuille d'or ciselé avait été placé sur la partie supérieure du couvercle, en correspondance du visage.
Le corps enveloppé de lin présentait plusieurs fractures, probablement dues aux coups infligés par les voleurs dans leur quête d'objets précieux ; sur son côté droit, là où l'incision a été pratiquée afin d'extraire les organes, une plaque d'or avait été placée pour la recouvrir ; le récipient en bois contenant les vases canopes était également richement décoré de divers inserts en or. De nombreux objets appartenant à l'équipement funéraire ont été épargnés par les profanateurs, soit par précipitation, soit en raison d'une fuite soudaine : des plats en terre cuite, des vases à onguents, des bijoux en or et de nombreuses amulettes, quelques boîtes contenant le jeu de senet et un équipement d'archer en cuir de fabrication typiquement nubienne, des offrandes de nourriture et de fleurs, et même le collier de son chien.
Les chercheurs ont estimé que sa mort a dû se produire vers la première moitié du XVe siècle avant notre ère, probablement pendant le règne de la reine Hatchepsout ; cette datation a été confirmée par les inscriptions trouvées à l'intérieur de quelques linges représentant les deux divinités féminines Nekhbet et Ouadjet. Un papyrus funéraire d'une extraordinaire beauté, de près de douze mètres de long, retrouvé dans sa tombe, contient une trentaine de chapitres du Livre des morts et le montre dans diverses scènes d'adoration.
Selon les études de la momie réalisées par Georges Daressy, l'homme devait appartenir à un métis typique de la région entre Edfou et Assouan, où le mélange d'Égyptiens et de Nubiens était très fréquent et donnait lieu à une pigmentation particulière de la peau.